# Latiaxis lischkeanus
Latiaxis lischkeanus là một loài ốc biển cỡ trung bình, là động vật thân mềm chân bụng sống ở biển thuộc phân họ Coralliophilinae họ Muricidae.

## External chú thích
- Photo Lưu trữ ngày 22 tháng 7 năm 2011 tại Wayback Machine